# Каллея, Джозеф (актёр)
Джозеф Каллея (англ. Joseph Calleia), при рождении Джузеппе Мария Спуррин-Каллея (мальт. Giuseppe Maria Spurrin-Calleja), 4 августа 1897 — 31 октября 1975) — мальтийский певец и актёр, работавший в Голливуде.

## Биография
Джозеф Каллея родился в небольшом мальтийском городе Рабат 4 августа 1897 года в семье Паскаля и Элены Каллея. Он получил образование в колледжах Святого Юлиана и Святого Алоизия на Мальте.
В 1914 году он покинул Мальту и начал гастролировать по Европе в качестве певца в различных кафе и мюзик-холлах.
В середине 1920-х годов Джозеф перебрался в США, где в 1926 году дебютировал на Бродвее. За свою театральную карьеру, которая продолжалась около 20 лет, Каллея появился в таких постановках, как «Бродвей», «Последняя миля», «Гран отель», «Медовый месяц», «Десять минут алиби», «Небольшое чудо» и других.
В 1931 году Каллея подписал контракт с студией «MGM», где снялся в 57 фильмах. В кино он очень часто играл роли полицейских или негодяев в различных голливудских вестернах и гангстерских фильмах. Каллея снялся в таких картинах, как «За тонким человеком» (1936), «Мария-Антуанетта» (1938), «Алжир» (1938), за роль в котором он был удостоен «Премии кинокритиков», «Хуарес» (1939), «Книга джунглей» (1942), «По ком звонит колокол» (1943), «Конспираторы» (1944), «Гильда» (1946), «Крайний срок — на рассвете» (1946), «Печать зла» (1958), «Форт Аламо» (1960) и некоторых других.
В 1963 году Каллея завершил актёрскую карьеру и вернулся на Мальту. 31 октября 1975 года Джозеф Каллея умер от инфаркта у себя на родине в городе Слима.

## Память
- В 1997 году на Мальте были выпущены две памятные почтовые марки с изображением Каллеи, а в 2005 году в его родном городе Рабат ему был поставлен памятник.